# FC Spartak Yoshkar-Ola
El FC Spartak Yoshkar-Ola (del ruso: ФК «Спартак» Йошкар‑Ола) es un club de fútbol ruso de la ciudad de Yoshkar-Ola, fundado en 1962. El club disputa sus partidos como local en el Druzba Stadium y juega en la segunda división, el tercer nivel en el sistema de ligas ruso.

## Jugadores
Actualizado al 23 de agosto de 2012, según RFS (enlace roto disponible en Internet Archive; véase el historial, la primera versión y la última)..